# Церковь Георгия Победоносца (Карповский)
Церковь Георгия Победоносца —  православный храм в хуторе Карповский. Волгодонская и Сальская епархия Волгодонско-Цимлянское благочиние Московского Патриархата Русской Православной Церкви.

## История
Строительство церкви Георгия Победоносца в хуторе Карповский было начато весной 1914 года.
В конце XIX века в пятистах метрах от станицы Кумшатской велось строительство моста через реку Кумшак. Мост возводила из железобетона итальянская фирма. Местные казаки договорились с итальянцами о помощи в сооружении по новой технологии церкви в хуторе Карповский. Был составлен проект храма, материалы — цемент и металл поставляли итальянские строители, камень привозили из Новочеркасска и дробили его в хуторе.
При строительстве была использована технологии монолитного литья.
Храм был построен почти за полгода, а 9 декабря 1914 года он был освящён. Стены нового храма были расписаны. Службы в построенной церкви Георгия Победоносца велись ежедневно. Прихожан было много, они приезжали и из соседних хуторов, по неделе жили в хуторе. В хуторе проходили веселые ярмарки с качелями и каруселями.
В 1930-х годах храм был закрыт, а его ценности изъяты.
В годы Великой Отечественной войны, 1942—1943 годах хутор заняли румынские оккупанты. В эти годы храм был открыт, в нём проходили богослужения, крестили детей.
После освобождения хутора храм был разрушен, а его священник убит. Священника похоронили у правого клироса церкви. В 1950—1980 годы храм использовался под зернохранилище, его стены были побелены.
В 1995 году при участии прихода храма Св. апостолов Петра и Павла в Волгодонске (иерей Александр Колдоркин) начались работы по восстановлению храма. Восстановлен алтарь, в железобетонный каркас храма был вмонтирован деревянный сруб, чтобы можно было проводить богослужения. Проводились работы по ремонту крыши, которая была сорвана в 1992 году сильным ветром.
Для координации работ по восстановлению храма создан попечительский совет, в состав которого вошел епископ Волгодонский и Сальский Корнилий.